# Jakub Tugendhold

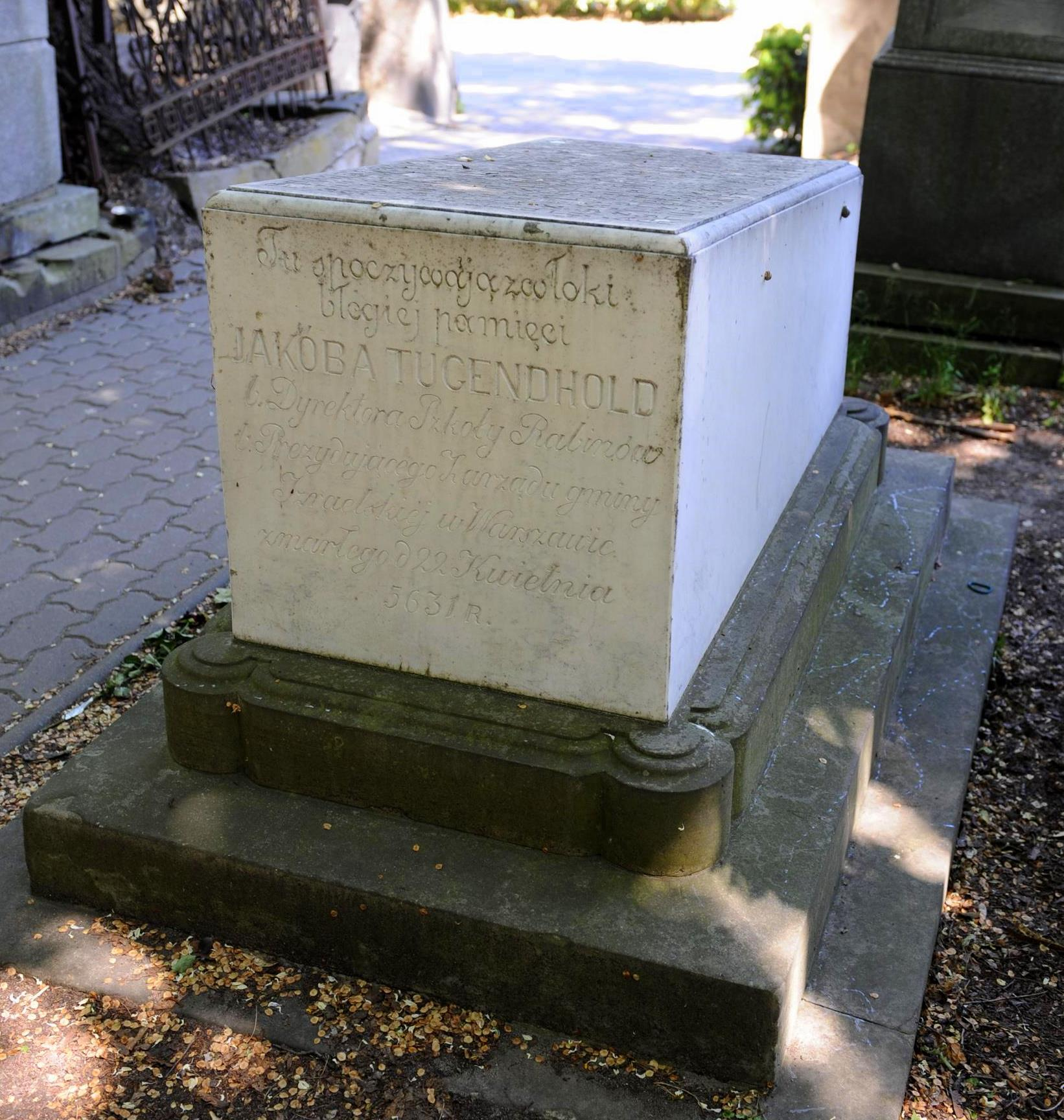
Grób Jakuba Tugendholda

Jakub Tugendhold (ur. 1794, zm. 22 kwietnia 1871 w Warszawie) – polski działacz społeczny i oświatowy żydowskiego pochodzenia. Przedstawiciel haskali.

## Życiorys
W 1817 zorganizował pierwsze szkoły elementarne dla dzieci żydowskich w stolicy. W latach 1853–1863 był dyrektorem Warszawskiej Szkoły Rabinów.
Sekretarz Komitetu Cenzury Ksiąg i Pism Hebrajskich w Królestwie Polskim.
Został pochowany na cmentarzu żydowskim przy ulicy Okopowej w Warszawie (kwatera 1, rząd 1).
Był bratem Teofila Tugendholda.